# Departamento Collón Curá
Collón Curá es uno de los 16 departamentos en los que se divide la provincia argentina del Neuquén.

## Superficie y límites
El departamento posee una superficie de 5730 km² y limita al norte con el departamento Catán Lil, al nordeste con el departamento Picun Leufu, al oeste con los departamentos de Huiliches y Lácar y al sur y este con la provincia de Río Negro.

## Población
Durante la década de 1990, fue el único departamento de la provincia que experimentó un descenso demográfico, pasando de los 7865 habitantes que registró el censo 1991 a los 4395 computados en el censo de 2001.
El motivo principal de esa disminución fue la finalización de la construcción de las represas de Piedra del Águila y Pichi Picún Leufú, que empleaban una considerable cantidad de mano de obra.
Según el censo 2010 tuvo 4532 habitantes.
El censo argentino de 2022 reportó 4835 habitantes.Esto representó un crecimiento del 6.7%. El dato censal lo situó como el segundo departamento menos poblado de la provincia. Además, es el segundo con menor densidad y el departamento que menos crece.

## Localidades
- Piedra del Águila
- Santo Tomás
- Villa Rincón Chico

## Parajes
- Bajada Colorada
- San Ignacio
- Sañico
- Villa Pichi Picun Leufu

## Galería

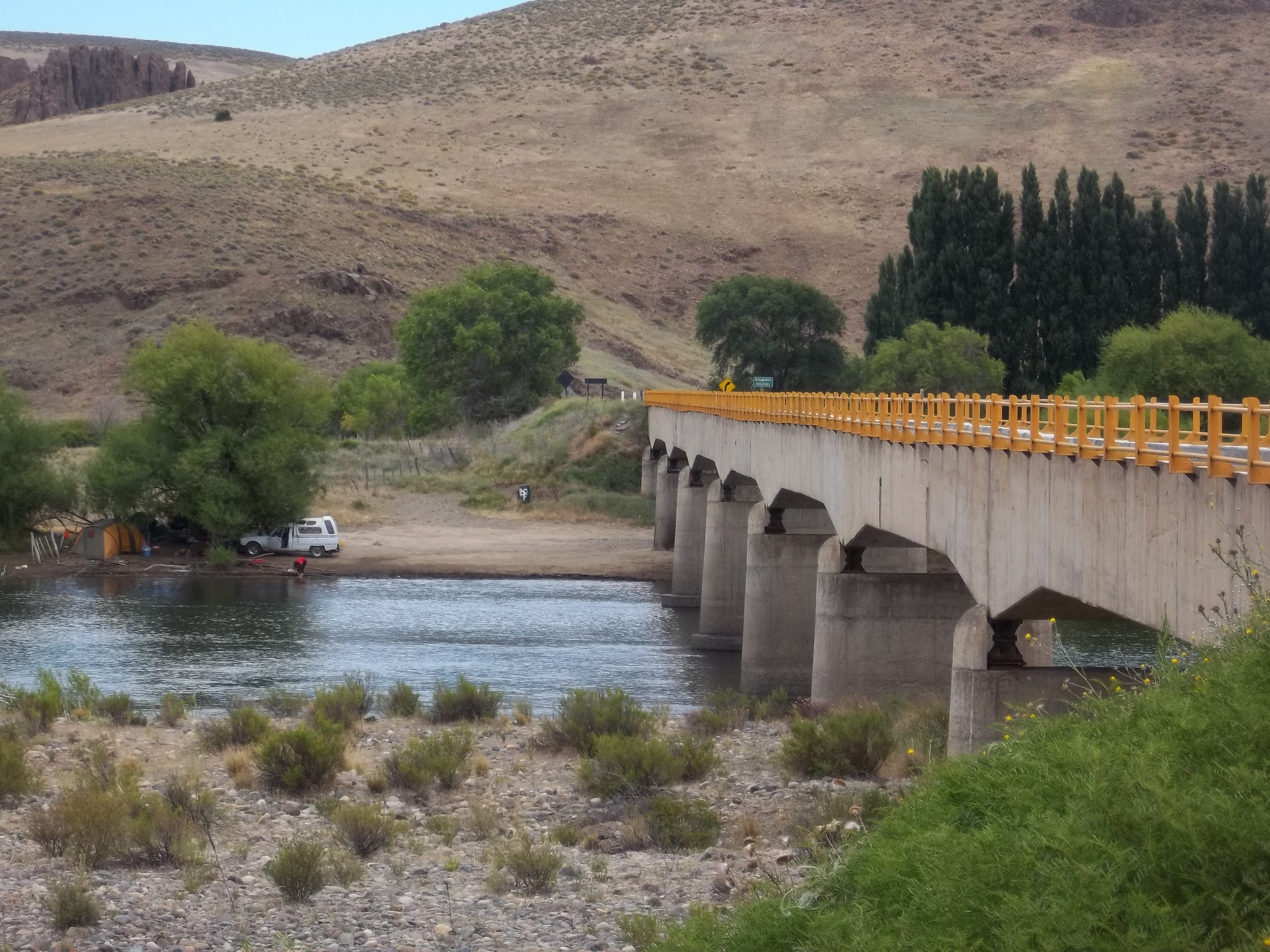
Puente sobre la Ruta Nacional 40 sobre el Río Collón Curá a 1 km de la Ruta Nacional 234.
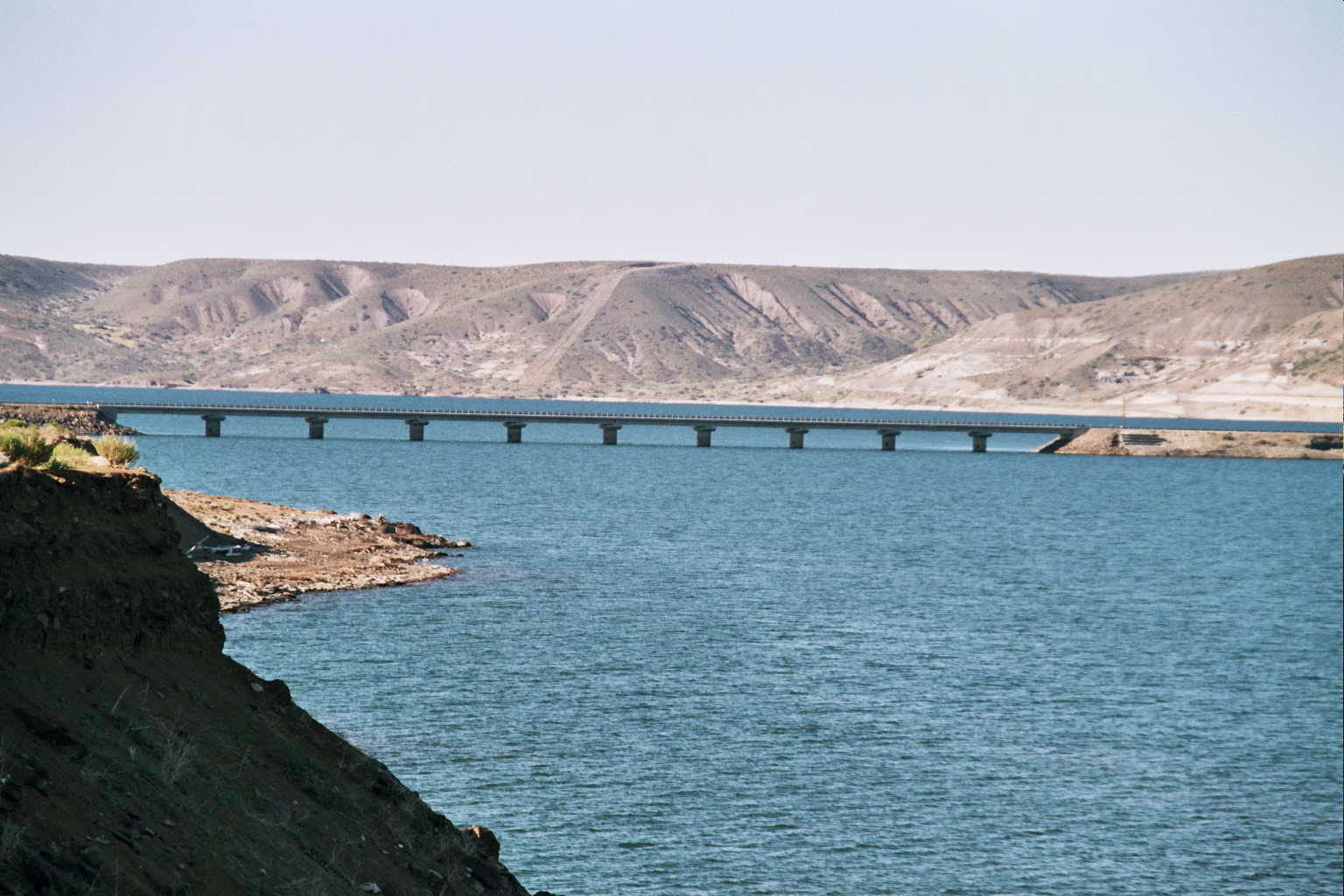
Vista del río Collon Cura.
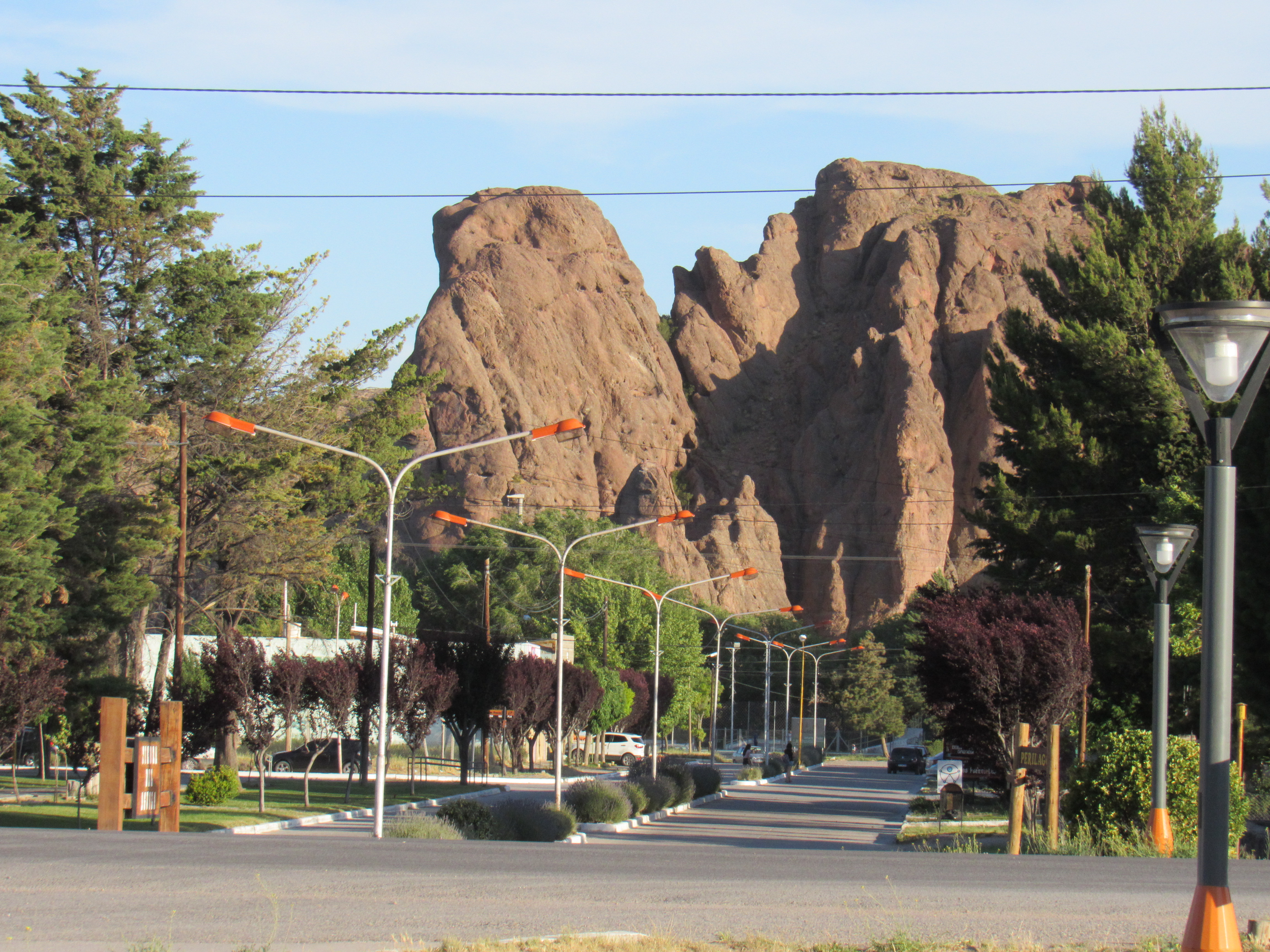
Vista de la localidad de Piedra del Águila